# Falkenstein (Oberpfalz)

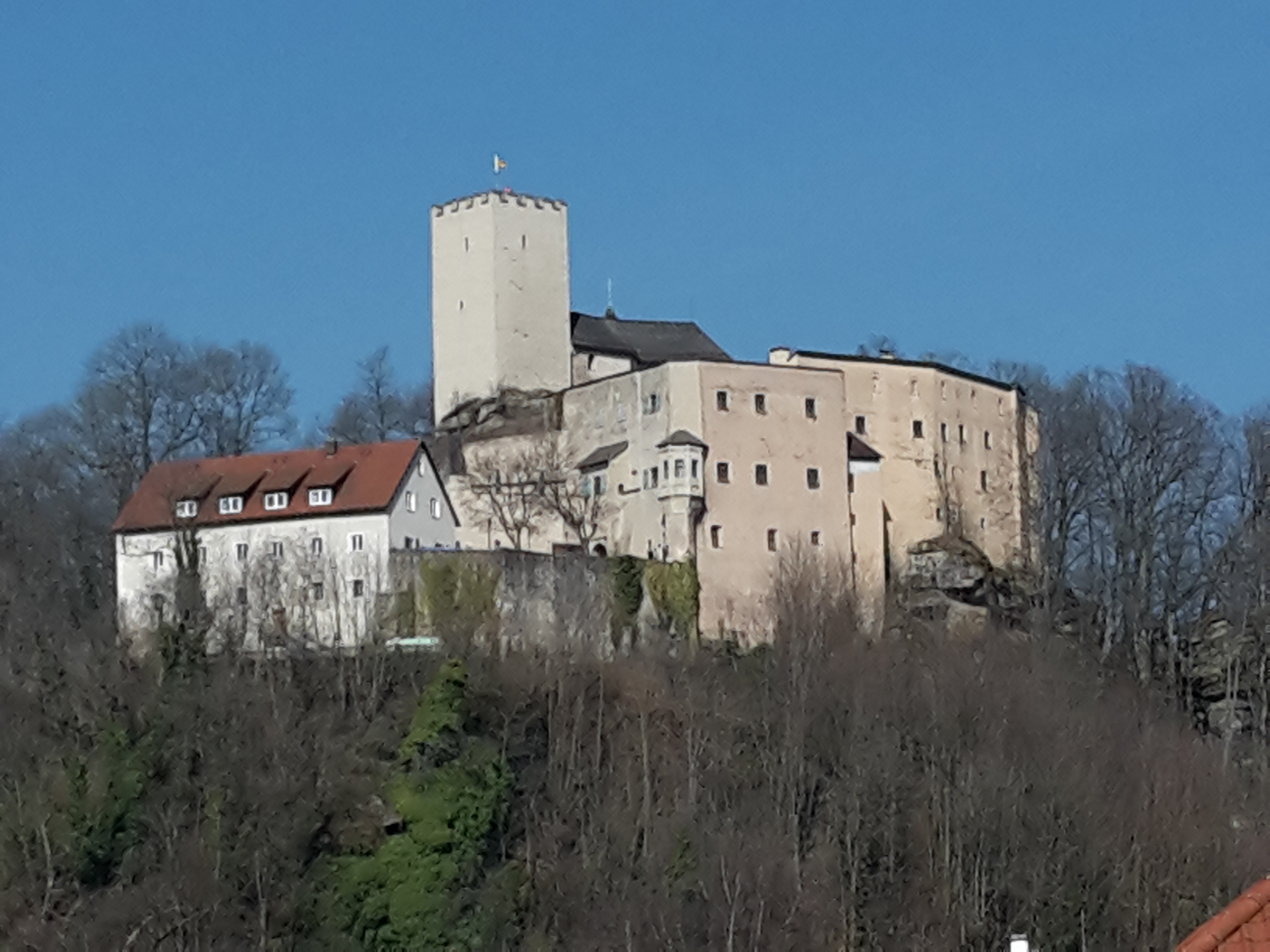
Burg Falkenstein – Wahrzeichen des Marktes

Falkenstein ist ein Markt im Landkreis Cham im Regierungsbezirk Oberpfalz in Bayern mit Sitz der Verwaltungsgemeinschaft Falkenstein.
Vom Wahrzeichen der Gemeinde, der Burg Falkenstein, einer bedeutenden Landmarke im Falkensteiner Vorwald, reicht bei guter Sicht der Blick vom Turm bis zum Großen Arber im Osten.
Bereits im Jahr 1496 besaß der Ort die Marktrechte. Seit 1961 ist Falkenstein ein staatlich anerkannter Luftkurort und bildet das Zentrum für die umliegenden Gemeinden; um 1900 war der Markt ehedem schon als Kurort bekannt.

## Geografie

### Geografische Lage
Falkenstein, der zweitgrößte Markt im Landkreis Cham, liegt im Naturpark Oberer Bayerischer Wald und ist ein zentraler Ort zwischen Regensburg, Schwandorf, Cham und Straubing. Die nächstgelegenen Städte sind Wörth an der Donau (15 Kilometer südwestlich) und Roding (16 Kilometer nordöstlich). Durch den Gemeindebereich fließt der Perlbach. Inmitten des Marktes, auf der höchsten Erhebung (628 m ü. NHN), befindet sich die Burg Falkenstein.
Der Falkensteiner Vorwald bildet eine Untereinheit des Bayerischen Waldes. Er ist im Vergleich zum ebenen Gäuboden und dem Donautal eine Mittelgebirgslandschaft. In dieser Gegend sind die härtesten Gesteine wie Granite und Gneise an der Oberfläche der Landschaft. Die Bodenbeschaffenheit besteht größtenteils aus grusigem, lehmigem und teilweise steinigem Sand. Die Landschaft ist besonders ausgeprägt mit zahlreichen Wasserquellen, kleineren Gewässern und feuchten Wiesen. Die Gewässer fließen abhängig von der Wasserscheide in die Regensenke nach Norden oder nach Süden in die Donau. Im Gebiet zwischen Donautal und Cham-Further Senke gibt es eine vergleichsweise hohe Dichte an Burgen und Klöstern gegenüber den angrenzenden Gebieten.

### Gemeindegliederung

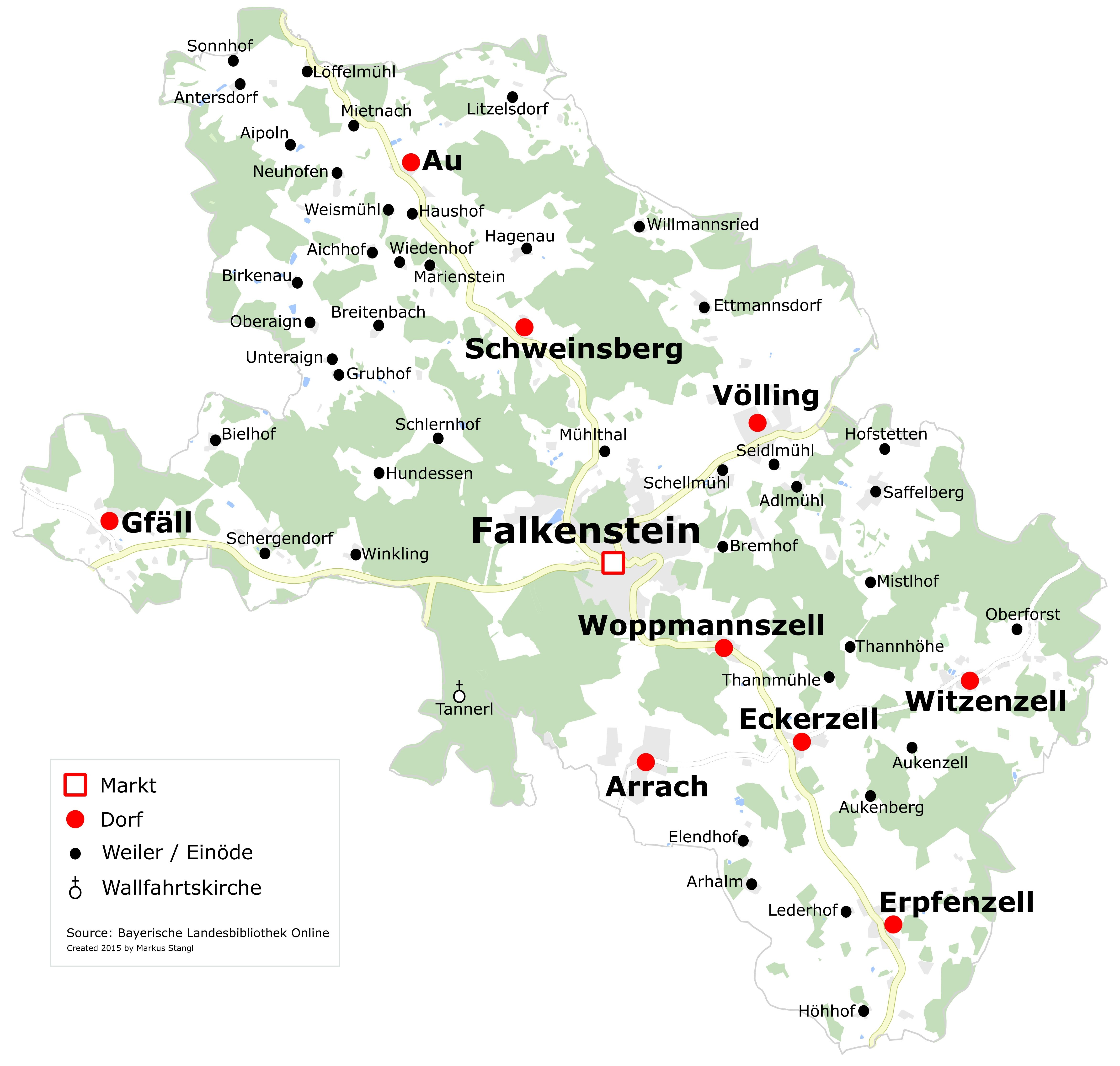
Gemeinde Falkenstein mit Gemeindeteilen

Es gibt 53 Gemeindeteile (in Klammern ist der Siedlungstyp angegeben):
- Adlmühl (Einöde)
- Aichhof (Einöde)
- Aipoln (Einöde)
- Antersdorf (Weiler)
- Arhalm (Einöde)
- Arrach (Pfarrdorf)
- Au (Dorf)
- Aukenberg (Weiler)
- Aukenzell (Weiler)
- Bielhof (Einöde)
- Birkenau (Einöde)
- Breitenbach (Weiler)
- Bremhof (Einöde)
- Eckerzell (Dorf)
- Elendhof (Einöde)
- Erpfenzell (Dorf)
- Ettmannsdorf (Weiler)
- Falkenstein (Hauptort)
- Gfäll (Kirchdorf)
- Grubhof (Einöde)
- Hagenau (Weiler)
- Haushof (Weiler)
- Hofstetten (Kloster)
- Höhhof (Einöde)
- Hundessen (Einöde)
- Lederhof (Einöde)
- Litzelsdorf (Weiler)
- Löffelmühl (Einöde)
- Marienstein (Weiler mit Kirche)
- Mietnach (Weiler)
- Mistlhof (Weiler)
- Mühlthal (Weiler)
- Neuhofen (Weiler)
- Oberaign (Einöde)
- Oberforst (Weiler)
- Saffelberg (Weiler)
- Schellmühl (Weiler)
- Schergendorf (Weiler)
- Schlernhof (Einöde)
- Schweinsberg (Dorf)
- Seidlmühl (Einöde)
- Sonnhof (Einöde)
- Tannerl (Wallfahrtskirche)
- Thannhöhe (Einöde)
- Thannmühle (Einöde)
- Unteraign (Einöde)
- Völling (Dorf)
- Weismühl (Einöde)
- Wiedenhof (Einöde)
- Willmannsried (Weiler)
- Winkling (Weiler)
- Witzenzell (Dorf)
- Woppmannszell (Dorf)

Auf dem Gemeindegebiet existieren die Gemarkungen Arrach, Au und Falkenstein. Von der Gemarkung Falkenstein liegt nur der Gemarkungsteil 0 auf dem Gebiet der Marktgemeinde Falkenstein, der Gemarkungsteil 1 liegt im Gemeindegebiet von Rettenbach.

### Nachbargemeinden
Folgende Gemeinden sind Anrainer; diese werden nach dem Uhrzeigersinn beginnend im Norden genannt: Roding im oberpfälzischen Landkreis Cham, Michelsneukirchen im Landkreis Cham, Wiesenfelden im niederbayerischen Landkreis Straubing-Bogen, Rettenbach im Landkreis Cham, Brennberg im oberpfälzischen Landkreis Regensburg, Zell im Landkreis Cham.

### Klima
Im Falkensteiner Vorwald herrscht mitteleuropäisches Kontinentalklima. In den Wintermonaten von Dezember bis März herrscht besonders über 500–600 m raues Klima mit anhaltend geschlossener Schneedecke. Bei Süd- und Westwind stauen sich die vom flachen Donautal kommenden Wolken in den Hängen des Falkensteiner Vorwaldes, was teilweise zu starken Steigungsniederschlägen führt. Bei Nord- und Ostwind liegt der Falkensteiner Vorwald auf der windabgewandten Seite des über 1400 m hohen Böhmerwaldes. Niederschlag gibt es dann kaum, es stellen sich im Falkensteiner Vorwald wärmere Föhnwinde ein. Solche Ostwetterlagen gibt es deutlich seltener als die Höhenwinde aus Westen, so gibt es in Falkenstein eine durchschnittliche Jahresniederschlagsmenge von 782 mm.
|                        | Jan  | Feb  | Mär  | Apr  | Mai  | Jun  | Jul  | Aug  | Sep | Okt  | Nov  | Dez  |   |      |
| Mittl. Temperatur (°C) | −3,1 | −2,1 | 2,4  | 7    | 11,5 | 14,9 | 16,6 | 16   | 13  | 7,7  | 2,3  | −1,4 | ⌀ | 7,1  |
| Mittl. Tagesmax. (°C)  | −0,3 | 1,2  | 6,6  | 12,1 | 16,8 | 20,2 | 21,9 | 21,3 | 18  | 11,9 | 4,9  | 1    | ⌀ | 11,3 |
| Mittl. Tagesmin. (°C)  | −5,9 | −5,3 | −1,8 | 2    | 6,2  | 9,6  | 11,3 | 10,8 | 8   | 3,6  | −0,3 | −3,8 | ⌀ | 2,9  |
|                        |      |      |      |      |      |      |      |      |     |      |      |      |   |      |
| Niederschlag (mm)      | 59   | 46   | 51   | 49   | 73   | 88   | 95   | 88   | 64  | 53   | 53   | 63   | Σ | 782  |

| −5,9 |

| −5,3 |

| −1,8 |

| 2 |

| 6,2 |

| 9,6 |

| 11,3 |

| 10,8 |

| 8 |

| 3,6 |

| −0,3 |

| −3,8 |

| −5,9 |

| −5,3 |

| −1,8 |

| 2 |

| 6,2 |

| 9,6 |

| 11,3 |

| 10,8 |

| 8 |

| 3,6 |

| −0,3 |

| −3,8 |

| N i e d e r s c h l a g | 59  | 46  | 51  | 49  | 73  | 88  | 95  | 88  | 64  | 53  | 53  | 63  |
|                         | Jan | Feb | Mär | Apr | Mai | Jun | Jul | Aug | Sep | Okt | Nov | Dez |

## Geschichte

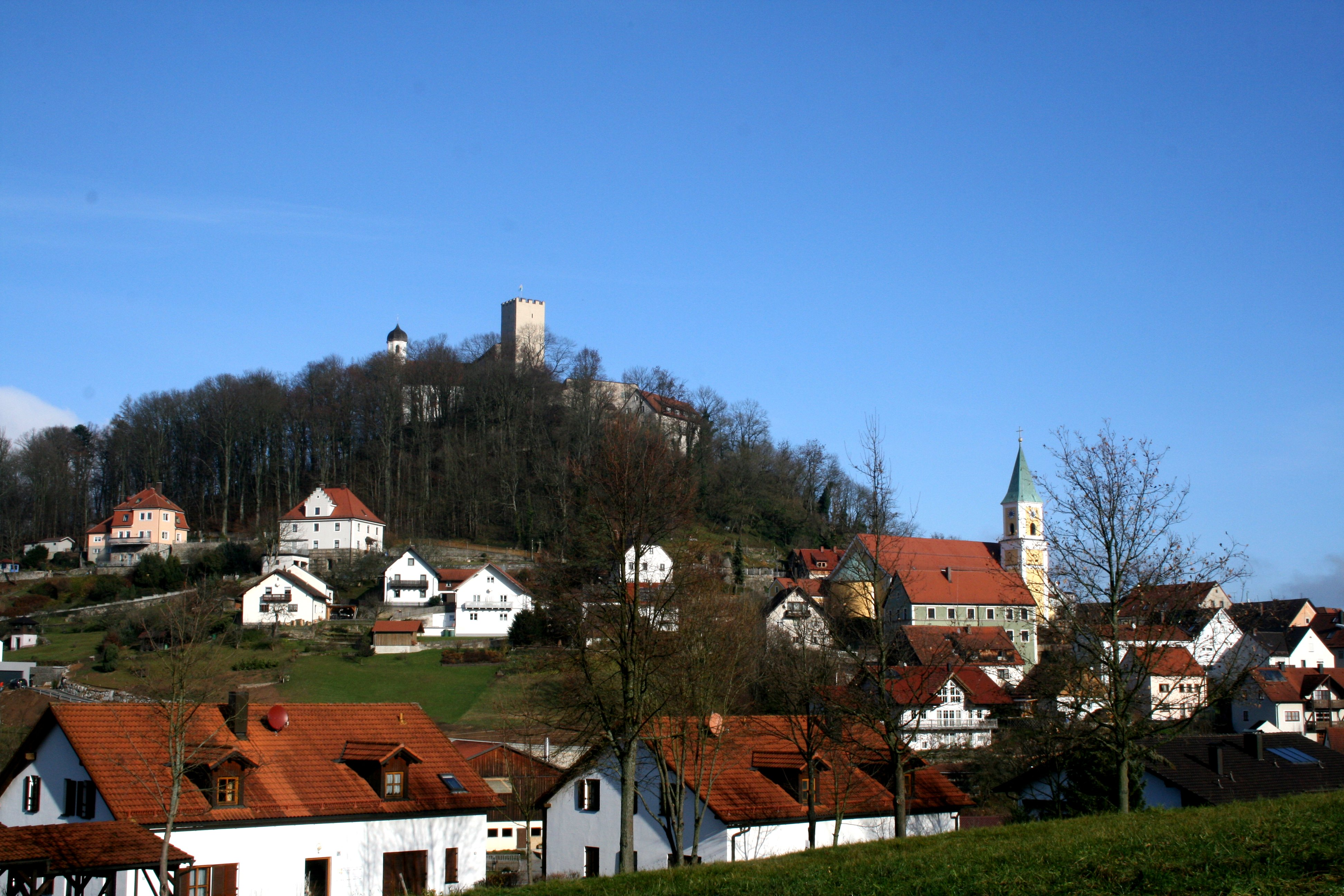
Markt Falkenstein in der Oberpfalz

### Namensherkunft
Im Lauf der Jahrhunderte veränderte sich der Ortsname von Volkhenstain über Valckhinstain zu Falkenstein.
Der Name Falkenstein leitet sich vom damaligen Erbauer der Burg Falkenstein ab. Der Bau der Burg fand in der Zeit statt, als die mächtigen Grafen von Bogen die Domvogtei zu Regensburg innehatten. Die Burg hatten aber nicht die Grafen von Bogen geleitet, sondern ein Getreuer mit dem Namen Falko, der Gründer des Freiherrengeschlechtes der Falkensteiner wurde. Zu damaliger Zeit war es üblich, dass Schlossbesitzer den Burgen ihre Namen gaben.

### Vor- und Frühgeschichte
Die ersten Menschen dürften sich bereits seit der Altsteinzeit in der Umgebung von Falkenstein aufgehalten haben. Dies belegen Funde wie Jagdwaffen und Opfersteine in den umliegenden Gemeindeteilen.

### Erste Belege
Im Jahr 914 verschenkte Konrad I. den Reichsforst, in dem Falkenstein lag, an das Hochstift Regensburg. Gegen Ende des 10. Jahrhunderts ließen die Regensburger Bischöfe die Gegend zwischen Regensburg, Cham und Straubing erschließen. Sie ließen Dörfer und Burgen bauen, die Burgen dienten zum Schutz gegen die nach Westen vorrückenden Slawen. 1129 wurde Falkenstein erstmals urkundlich erwähnt. Ein Rudolph von Valchenstein erscheint als Zeuge in einem Abkommen zwischen den Bischöfen von Regensburg und Bamberg. Zur gleichen Zeit geriet die Burg in die nach dem Tod des Regensburger Bischofs Hartwig I.(1105-1126) entbrannten Auseinandersetzungen zwischen Herzog Heinrich X dem Stolzen und Domvogt Friedrich II. In deren Verlauf wurde das, in den Quellen so bezeichnete „castrum fortissimum“, also die sehr starke Burg, 1129 vom Herzog belagert und 1130 erobert, aber nicht zerstört.
In mehreren Schriften ist folgendes zu lesen: "1074 wurde Falkenstein erstmals urkundlich in den Schriften des Hochstifts Regensburg als Hochstiftsvogtei erwähnt".Diese Aussage ist jedoch nicht belegbar.

### Mittelalter (Zeit bis 1500)
Zum Schutz der Falkensteiner Einwohner, die sich am Fuß des Berges niederließen, wurde eine Burg erbaut. Der Ort unterhalb der Burg war von einer Mauer mit vier Toren zum Schutz vor anrückenden Feinden umgeben. Die Schlossherren von Falkenstein waren auch Richter über ihre Untertanen, wobei sie sich meist von einem Pfleger vertreten ließen. So war es nicht selten, dass anstelle der Burgherren ein Pfleger regierte. In Falkenstein gab es seit 1358 einen Landrichter; dieser sprach im Recht und Namen des Herzogs. Die Herrschaft Falkenstein verfügte im Mittelalter über die niedere und höhere Gerichtsbarkeit. Erst im Spätmittelalter und in der Neuzeit ging diese richterliche Gewalt auf staatliche Gerichte über. Todesurteile wurden auf dem Galgenberg, nördlich von Völling, mit dem Strang vollzogen. Später folgte die Hinrichtung mit dem Schwert. Die Kopfstätte war in der Gegend des Schulhauses und später unterhalb des Armenhauses.
Von 1130 bis 1131 wurde die Burg Falkenstein von Herzog Heinrich dem Stolzen belagert, danach bekam der vorherige Besitzer, Friedrich II. von Bogen die Burg Falkenstein wieder zurück.
Während des Hussitenkrieges um 1425 versuchte man sich gegen die böhmischen Hussiten zu verteidigen. Frauen und Männer wollten gemeinsam die Angreifer vom Burg-Zwinger herab vertreiben. Seitdem wird der Burg-Zwinger Weiberwehr genannt. Bei dem Angriff siegten aber die Hussiten und dessen Anführer Tristam Zenger belagerte 1428 die Burg und setzte den Markt in Brand. Die Burg Falkenstein konnte aber am 27. Juli 1429 von Herzog Ernst zurückerobert werden. Im Jahr 1456 brannte der neu aufgebaute Markt bis auf zwei Häuser nieder; 1524 stand die Kirche in Flammen.

### Neuzeit

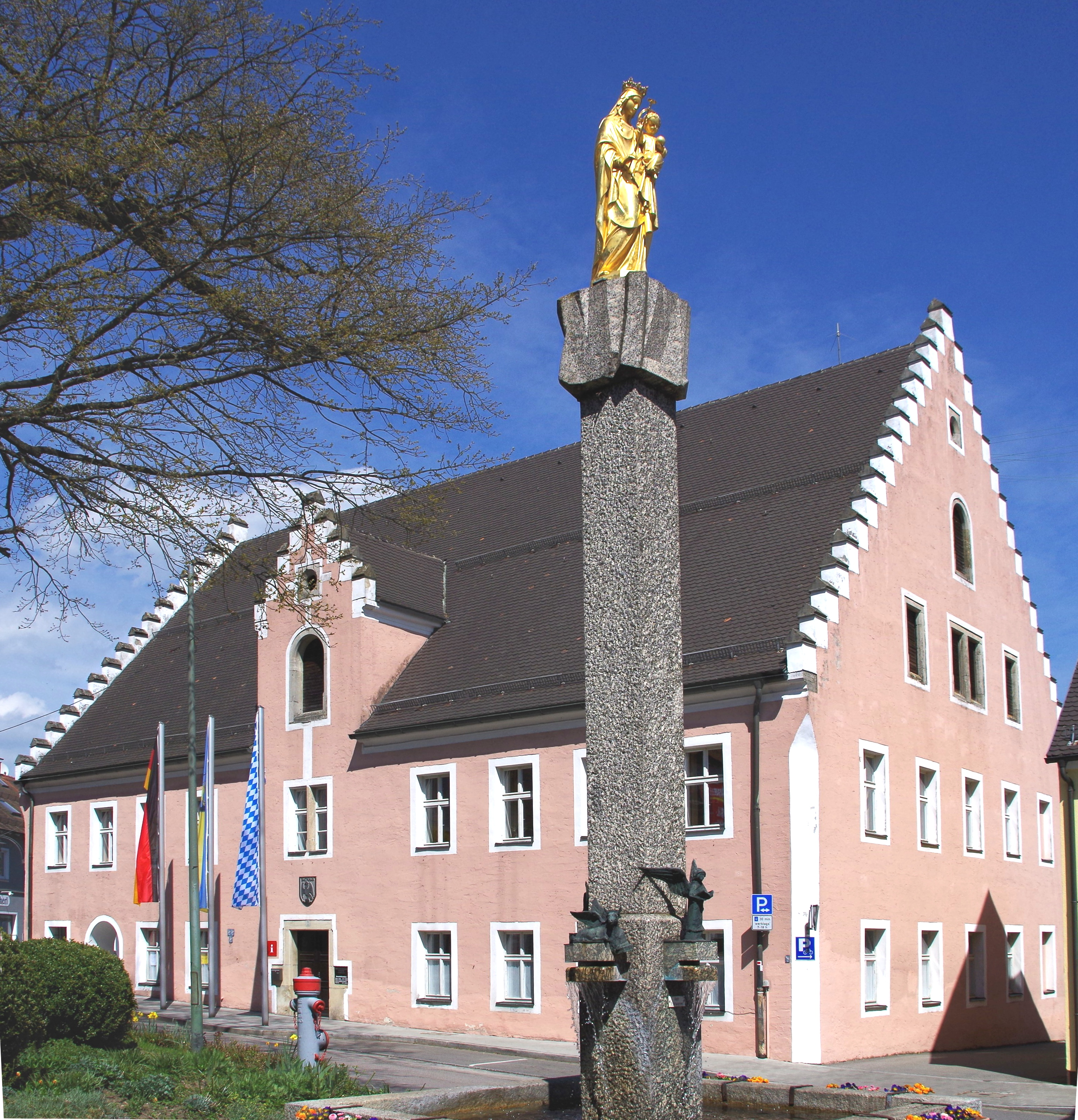
Rathaus

Als Folge der Kämpfe um Regensburg im Dreißigjährigen Krieg wurde im Jahr 1634 Falkenstein bis auf 17 Häuser von den Schweden niedergebrannt und die Burg Falkenstein eingenommen. Ein Jahr später, im März 1635, wurden die Schweden aus Falkenstein durch das österreichisch-bayerische Heer unter der Führung des Grafen Ottavio Piccolomini vertrieben. Anschließend wütete die Pest. 1641 kamen die Schweden unter Feldmarschall Johann Baner ein zweites Mal nach Falkenstein, der Markt wurde niedergebrannt, die Burg und einige Häuser blieben jedoch der bayerischen Besatzung erhalten. 1648, zum Ende des Dreißigjährigen Krieges, kamen die Schweden ein letztes Mal. Unter der Führung von General Königsmarck und Rittmeister Hans Polmann versammelten sie sich im Bürgerholz um die Burg niederzubrennen. Sie wurden auf die gute Bewaffnung der Burg aufmerksam, wandten sich von der Burg ab und verwüsteten die umliegenden Dörfer wie Rettenbach, Schergendorf und Gfäll. In den folgenden Jahren herrschte in der Gegend Armut. 1710 grassierte erneut die Pest in Falkenstein. In dieser Zeit wurde durch die Burgherren von Törring ein neues Pfleghaus errichtet, heute das Rathaus, das alte Pfleghaus (Gasthof Zur Post) wurde aufgegeben.
Während des österreichischen Erbfolgekrieges, im Herbst 1742, kamen österreichische Truppen. Die gegnerischen Franzosen lagerten bei Wörth a. d. Donau und Brennberg. Im Winter 1744 quartierten in Falkenstein und Umgebung Kürassier-Husaren aus Ungarn und Böhmen, die Barthelot-Husaren (232 Männer), das Warasdiner Regiment (237 Männer), die Wurmbrandt’sche Infanterie, Karlshusaren und die Bernklau-Infanterie (428 Männer). Später folgte das Infanterie-Regiment des Generalfeldmarschalls Graf Merzi und anschließend das Regiment Gyulani. Es folgten von 1778 bis 1808 der bayerische Erbfolgekrieg und die napoleonischen Kriege. Am 11. August 1800 wurde im Markt ein Brand ausgelöst, der rasch um sich zog; 38 Häuser, die Schule und die Kirche brannten nieder. Ein weiterer Brand entfachte am 13. September 1846, nur wenige Häuser blieben verschont. Seit diesem Brand wurden die Häuser in Falkenstein aus Stein gebaut, vorher waren sie aus Holz. Im Laufe der langen Geschichte Falkensteins musste der Ort zahlreiche Belagerungen, Brände, Hungersnöte und Seuchen, aber auch die Pest über sich ergehen lassen. Dies führte zu einer Dezimierung der Bevölkerung und ließ wenig wirtschaftliche und soziale Stabilisation zu. Falkenstein wurde am 1. Oktober 1831 in die Oberpfalz eingegliedert.
1852 entstand in Falkenstein ein Landgericht für die umliegenden 12 Gemeinden. Hierzu pachtete die Gemeinde das Pfleghaus als Gerichtsgebäude. Daneben wurde für kleinere Straftaten ein Gefängnis eingerichtet. Für schwerwiegende Straftaten war das Gericht in Mitterfels und das Gericht in Straubing zuständig.
1862 wurde in Falkenstein ein Krankenhaus erbaut, welches zugleich ein Armenhaus enthielt. Zu dieser Zeit hatte Falkenstein etwa 582 Einwohner. 1877 wurde ein größeres Krankenhaus errichtet, das 1952 vom Kreisverband Roding übernommen wurde.
Nachdem Falkenstein mit etwa 650 Einwohnern im Jahr 1879 durch die Neuorganisation des bayerischen Gerichtswesens sein Landgericht an die Amtsgerichte Roding und Wörth abgeben hatte müssen, verlor es erheblich an politischer und wirtschaftlicher Bedeutung. Daraufhin bildeten die Falkensteiner Bürger einen Eisenbahnausschuss. Vorsitzender war Pfarrer Josef Kilger von Heilbrunn, der maßgeblich für die Erbauung der Bahnstrecke Regensburg–Falkenstein verantwortlich war. Mit der Lokalbahn, die 1913 in Betrieb ging, wurden die Postlinien nach Wörth a.d. Donau und Cham eingestellt.

### Nachkriegszeit und Moderne
1933, kurze Zeit nach dem Machtantritt der NSDAP, mussten alle Gemeinderäte und Kreistagsmitglieder, die nicht der NSDAP-Partei angehörten, ausscheiden. Auch katholische Vereine, Müttervereine, die Jungfrauenkongretation und der Burschenverein wurden aufgelöst und jede Tätigkeit außerhalb der Kirche wurde verboten. Am 23. April 1945 wurde eine Häftlingskolonne vom Konzentrationslager Flossenbürg durch Falkenstein getrieben. Auf dem Weg von Gfäll nach Falkenstein wurden etwa 30 Leichen entdeckt. Am 24. April 1945 kamen amerikanische Truppen aus Richtung Osten; auf Höhe Quirin waren Geschütze aufgestellt. Der Falkensteiner Pfarrer Josef Heigl übergab in Völling den Markt Falkenstein kampflos an die US-Armee. Als die US-Armee einrückte, beging der damalige Bürgermeister Theodor Albrecht Selbstmord.
Nach dem Krieg stieg die Einwohnerzahl durch Heimatvertriebene von 800 auf 1400 Einwohner. 1949 wurden Siedlungen gebaut um der Wohnungsnot entgegenzutreten. Mit Beginn des Wiederaufbaus nach dem Zweiten Weltkrieg entwickelte sich Falkenstein durch die angesiedelten Firmen des produzierenden Gewerbes sowie der Handwerks- und Dienstleistungsbetriebe zu einem Zentrum für die umliegenden Gemeinden. Es entstanden neue Siedlungen und der Markt vergrößerte sich stetig. Im Jahr 1967 erhielt der Markt die Burg von den Thurn und Taxis zum symbolischen Preis von einer Mark. In den darauffolgenden Jahren ließ die Marktgemeinde die Burg vollständig restaurieren und zu einem Haus des Gastes ausbauen.
Im Zuge der Städtebausanierung wurden zahlreiche Maßnahmen durchgeführt um den Ort vor allem für Urlauber und Touristen attraktiv zu halten. Die Schließung der Bahnlinie nach Regensburg sowie der Abzug eines Industriebetriebes hinterließen jedoch große Lücken im Ortskern des Marktes. Falkenstein investierte in den folgenden Jahren in Infrastrukturprojekte und konnte Straßen, Wege und Plätze im Marktinnern neu gestalten. Eine Umgestaltung der Hauptdurchgangsstraßen sowie des Marktplatzes steht noch aus.
Wichtige Weichenstellungen der Gemeinde liegen derzeit bei Investitionen in regenerative Energie, energiesparende Technik sowie in der Versorgung mit Breitband-Internetzugängen und die Weiterentwicklung der Infrastruktur. Kürzlich wurde das Neubaugebiet Falkenstein-Erbsengrund sowie die Gewerbegebiete Falkenstein-Arracher-Höhe und Völling geschaffen.

### Kalter Krieg
Am 10. März 1953 stürzte ein Jagdflugzeug vom Typ F-84 „Thunderstreak“ der United States Air Force bei Falkenstein ab. Der Pilot konnte sich mit dem Schleudersitz retten und blieb unverletzt. Zuvor waren zwei Flugzeuge des Typs in den Luftraum der Tschechoslowakei eingedrungen und darauf von zwei tschechoslowakischen MiG-15 Abfangjägern in der Nähe von Pilsen gestellt und verfolgt worden. Einer der US-Jäger wurde abgeschossen, das Flugzeug stürzte bei Falkenstein ab.

### Marktrechte
Im Jahr 1496 unterzeichnete Herzog Albrecht der Weise eine neue Urkunde über die Marktprivilegien von Falkenstein. Falkenstein besaß schon vorher die Marktrechte; die Urkunde wurde während eines Brandes zerstört. Unter der Herrschaft von Hieronymus von Stauff 1514, wurden die Markt-Privilegien für die Bürger zunichtegemacht. So gab es über drei Jahrhunderte immer wieder Streitigkeiten zwischen Bürgern und Herrschern in Falkenstein. Zwischen 1810 und 1860 gab es keinen Bürgermeister, der Markt und die Verwaltung wurde von einem Pfleger geleitet. Falkenstein hatte das Recht, jeden Donnerstag einen Viktualienmarkt sowie am Kirchweihtag (Exaudisonntag) und am Fest des Kirchenpatrons einen Markttag abzuhalten.

### Eingemeindungen
Im Zuge der Gebietsreform in Bayern wurde am 1. Januar 1971 die Gemeinde Au eingegliedert. Am 1. Juli 1971 kam Arrach hinzu.

Bevölkerungsentwicklung von Falkenstein 1840–2013

### Einwohnerentwicklung
Zwischen 1988 und 2018 wuchs der Markt von 2999 auf 3388 um 389 Einwohner bzw. um 13 %.
| Jahr      | 1939 | 1950 | 1961 | 1970 | 1991 | 1995 | 2005 | 2010 | 2015 |
| Einwohner | 2345 | 3268 | 2753 | 3013 | 3036 | 3179 | 3342 | 3241 | 3257 |

## Religion
Anfang 2011 waren 86 % der Bevölkerung katholisch, 6,2 % evangelisch und 7,8 % gehörten anderen oder keiner Religionsgemeinschaft an.
Römisch-katholische Kirche

Die Katholiken gehören zur Pfarrei in Falkenstein, die dem Bistum Regensburg zugeordnet ist. Neben der Pfarrkirche St. Sebastian gibt es noch die Filialkirchen St. Josef in Gfäll, sowie St. Peter und Paul in Marienstein und das Missionshaus, ein Exerzitienhaus der Pallottiner, zu den Sieben Schmerzen Mariens in Hofstetten.
Evangelisch-Lutherische Kirche

Die evangelischen Christen in Falkenstein gehören der evangelisch-lutherischen Kirchengemeinde in Roding an. Die Christusbruderschaft Falkenstein ist eine evangelische Ordensgemeinschaft.

## Politik und Verwaltung

### Gemeinderat
Der Falkensteiner Gemeinderat besteht aus 16 ehrenamtlichen Gemeinderäten und der hauptamtlichen Ersten Bürgermeisterin. Das Gremium wurde zuletzt am 15. März 2020 für die Amtszeit vom 1. Mai 2020 bis 30. April 2026 gewählt, vertreten sind:
- Falkensteiner Liste 6 Sitze
- Wählergemeinschaft Arrach 4 Sitze
- Wählergemeinschaft Au 3 Sitze
- Wählergemeinschaft Völling 3 Sitze

### Bürgermeister
Amtierende Erste Bürgermeisterin
Heike Fries (Falkensteiner Liste) wurde am 25. Juni 2017 erstmals zur Bürgermeisterin gewählt; am 15. März 2020 wurde sie für sechs Jahre mit 84,0 % der Stimmen im Amt bestätigt.
Zweiter und Dritter Bürgermeister
Zweiter Bürgermeister ist Joachim Eberl (Falkensteiner Liste), dritter Bürgermeister ist Hans Stangl (WG Au).

### Erste Bürgermeister seit 1594
Die Bürgermeister wurden im Mittelalter jeweils am Aschermittwoch gewählt. Die Amtszeit dauerte ein Jahr und musste vom Schlossherrn bestätigt werden.
Erstmalige Erwähnung eines Bürgermeisters: Michael Amann, Sternwirt (1594–1611)

### Wappen
| Wappen des Marktes Falkenstein | Blasonierung: „In Blau auf schwarzem Dreiberg ein flugbereiter goldener Falke.“ |
| Wappen des Marktes Falkenstein | Wappenbegründung: Ein Falke auf einen Dreiberg steht für den Markt Falkenstein. Unterhalb eines großen Felsen, wo die Burg Falkenstein steht, entwickelte sich der Markt Falkenstein. Das heutige Wappen im Halbrundschild geht zurück auf den frühesten Abdruck des Siegels im Jahr 1514. Die Farben des heutigen Wappens unterscheiden sich von dem Wappen aus der Zeit um 1562. Die farbige Darstellung, gezeichnet von Philipp Apian, sollte vermutlich auf die Herrschaft der Wittelsbacher (seit 1514) hinweisen; auf blauem Hintergrund ein tingierter Falke und ein silberner Dreiberg. Im 19. Jahrhundert wurden unterschiedliche Wappenbilder nachgewiesen u. a. wird ein Jagdfalke mit roter Kappe und roter Schelle gezeigt. Das Wappen ist seit dem 15. Jahrhundert bekannt. |

### Partnerschaften
Die Gemeinde pflegt partnerschaftliche Kontakte zu folgenden gleichnamigen Gemeinden:
- Falkenstein in der Pfalz, seit 1976
- Falkenstein in Niederösterreich, seit 1976
- Falkenstein im Vogtland, seit 1990

Seit 2008 besteht eine Patenschaft mit der 2. Kompanie des Logistikbataillons 4 (Roding) der Bundeswehr.

## Kultur und Sehenswürdigkeiten

### Theater
Seit 1976 gibt es die Burghofspiele Falkenstein (Juni bis August) im Innenhof der Burg. Unter professioneller Regie werden anspruchsvolle Stoffe und Themen präsentiert. Die Nähe zum Publikum im überschaubaren Burghof schafft eine angenehme Theateratmosphäre.

### Museen
Auf der Burg Falkenstein gibt es seit 1982 das Museum Jagd und Wild. In diesem Museum sind eine Vielzahl von Präparaten von teils gefährdeten Tieren, vor allem Vögeln, aus der Region ausgestellt. Des Weiteren findet man historische Jagdwaffen und Jagdtrophäen. Ein Schwerpunkt des Museums ist die Falknerei. Im Museum gibt es unterschiedliche Ausstellungsthemen zu: Die Bedeutung der Jagd in der Menschheitsgeschichte, Die Entwicklung der Jagdwaffen, Hege und Naturschutz, Jagdtrophäen und Charivari und Die Beizjagd.

### Bauwerke
In Falkenstein befinden sich eine Vielzahl von Baudenkmälern. 

#### Kirchen und Klöster

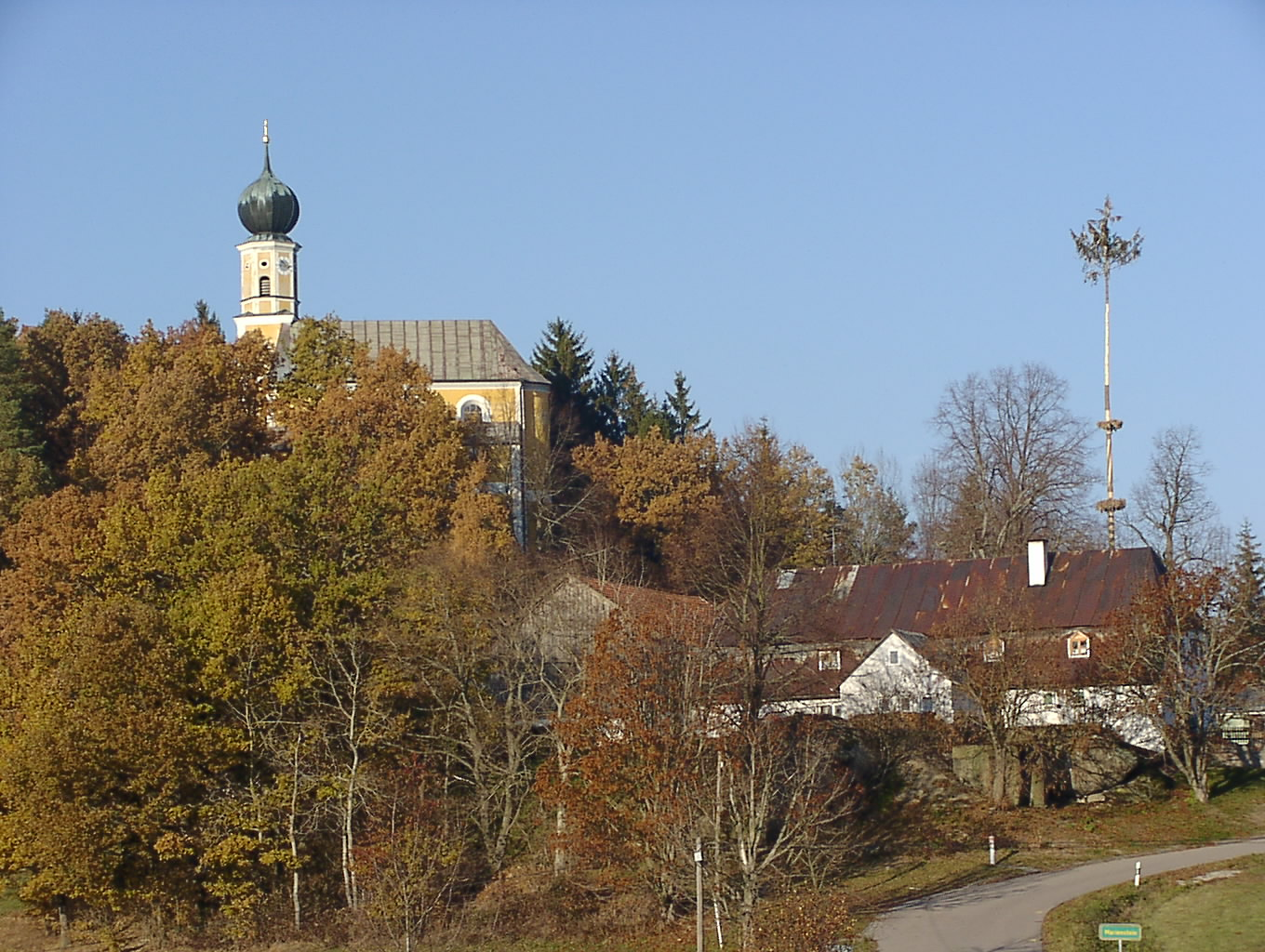
Filialkirche St. Petrus und Paulus in Marienstein

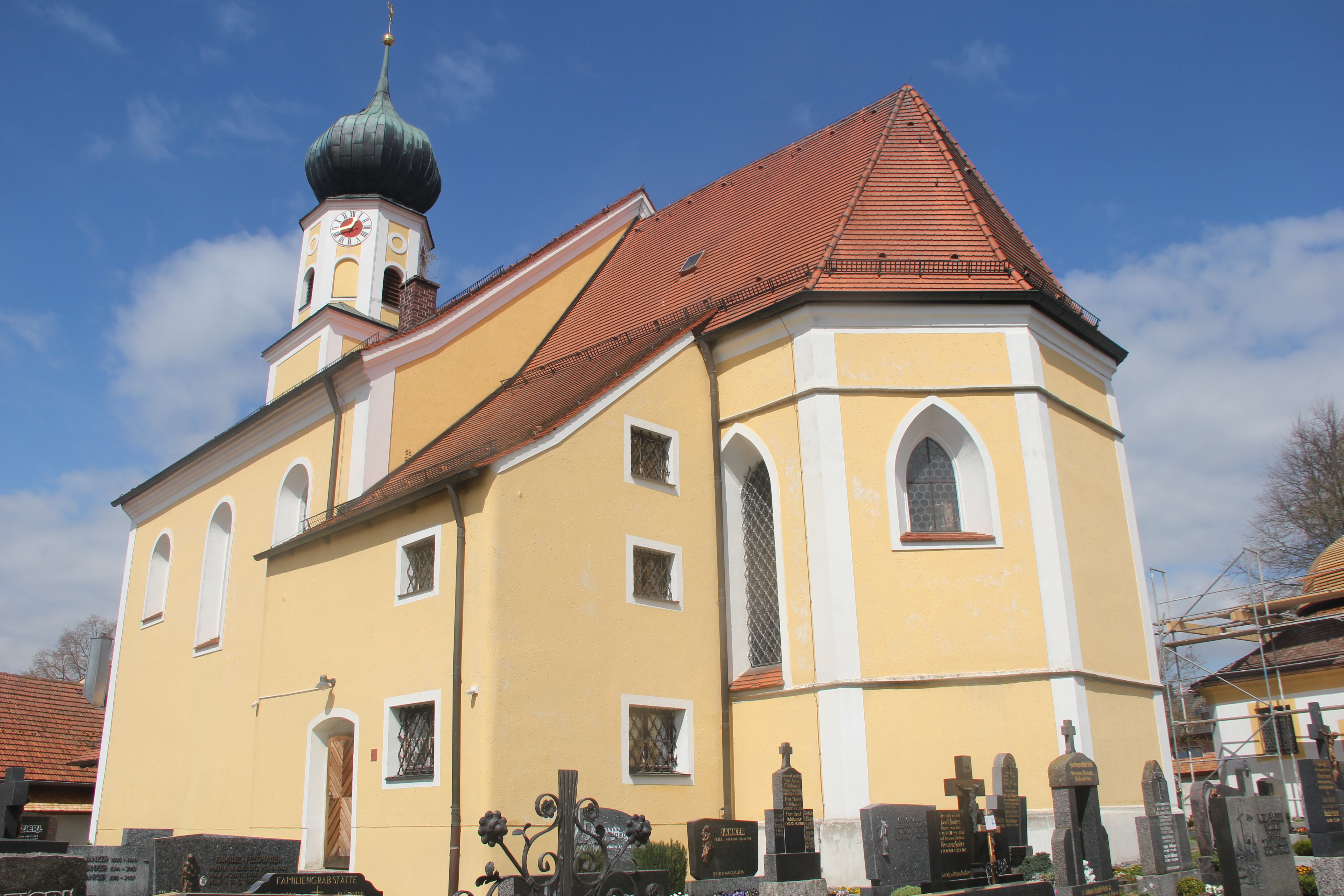
Rokokokirche St. Valentin in Arrach

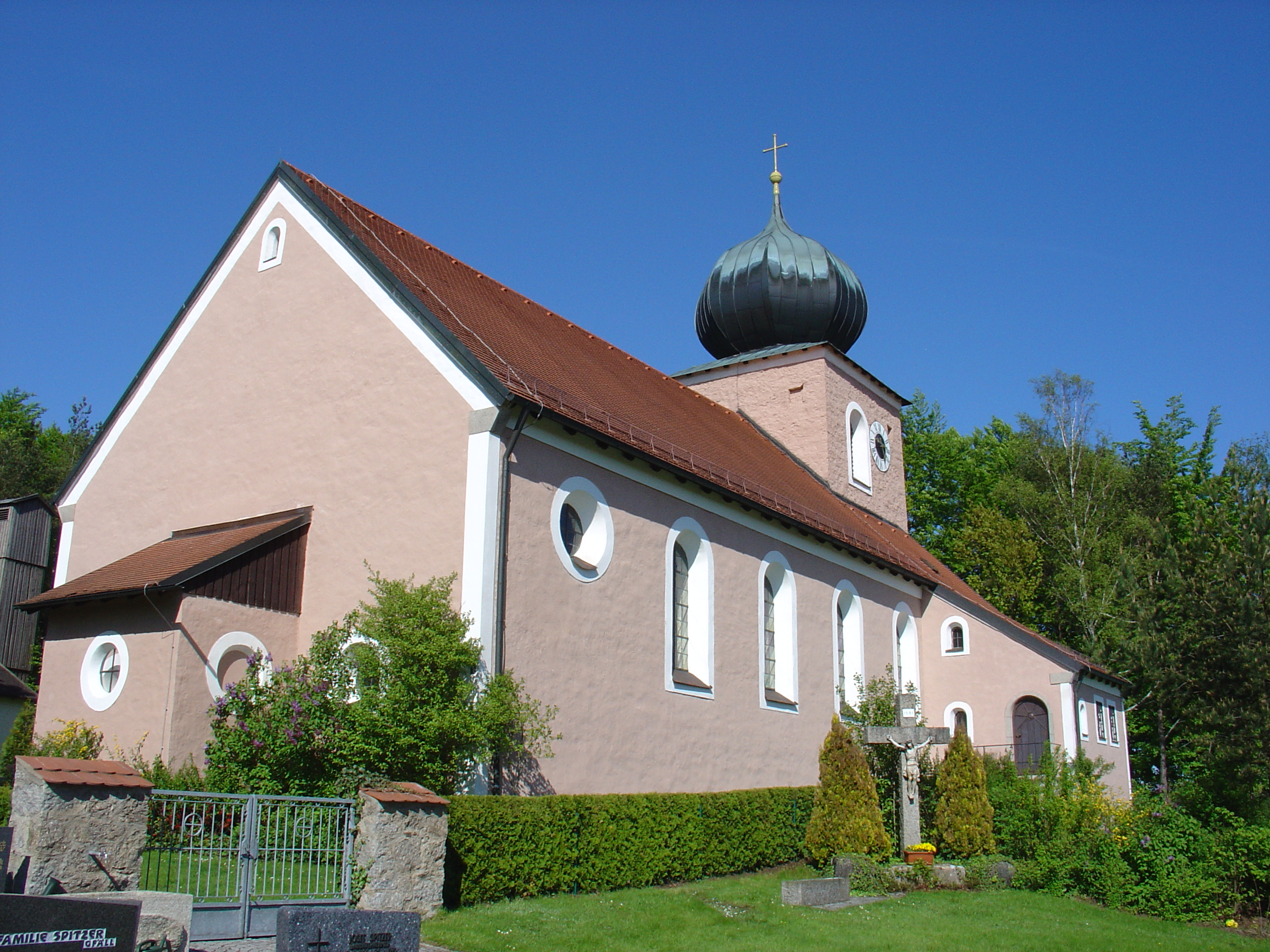
Filialkirche Hl. Josef in Gfäll

Eine weitere Sehenswürdigkeit ist im Zentrum des Marktes die Pfarrkirche St. Sebastian, die auf einen Bau aus dem 17. Jahrhundert zurückgeht, mit abgewalmtem Satteldach und ehemaligem Chorflankenturm, dreischiffiger basilikaler Westerweiterung mit eingezogener Apsis, romanisierend, 1934.
Neben der Pfarrkirche gibt es sechs Filialen:
Die Wallfahrts- und Nebenkirche Zum Gegeißelten Heiland im Tannerl: Sogenannte Tannerl-Kapelle, traufständiger Satteldachbau mit eingezogenem Chor und Dachreiter, spätes 17. Jahrhundert; die Ausstattung wurde 1949/50 erneuert.
In Eckerzell die Dorfkapelle St. Florian: Traufständiger und abgewalmter Satteldachbau mit verschindeltem Dachreiter, wohl Anfang 19. Jahrhundert; mit Ausstattung.
Die Nebenkirche Heilige Familie in Erpfenzell: Giebelständiger Saalbau mit abgewalmtem Satteldach, eingezogenem Chor, Chorflankenturm und Putzrahmungen, sie ist neugotisch, 1894–1896 entstanden, mit Ausstattung.
Eine Klosterkapelle zu den Sieben Schmerzen Mariens im Kloster Hofstetten: Halbrund schließender Saalbau mit abgewalmtem Satteldach, Fassadenturm mit Spitzdach und Putzgliederungen, neugotisch, bezeichnet 1897.
In Marienstein befindet sich die Filialkirche St. Petrus und Paulus: Saalbau mit eingezogener flacher Apsis, Untergeschoss, abgewalmtem Satteldach in Blech und Westturm mit Zwiebelhaube, 1719 ff., nach Brand 1821 erneuert, mit Ausstattung; auf hohem Felsensockel; Felsen beim Turm mit Nischenbehausung und Durchschlupf.
Die Rokokokirche St. Valentin in Arrach: Saalbau mit eingezogenem Chor, Sattel- und Walmdach, der Fassadenturm hat eine Zwiebelhaube und Putzgliederungen, der Chor ist gotisch, das Langhaus ist 1750–1752 entstanden, spätbarock, bezeichnet 1752; mit Ausstattung; die Friedhofskapelle ist ein quadratischer Bau mit Zelt- und Glockendach, 18. Jahrhundert; geschlossenem Friedhofsbering durch eine Bruchsteinmauer mit Legschindeldachung, 18. Jahrhundert.
In Gfäll die Filialkirche Heiliger Josef: Saalbau mit Apsis, eingezogenem Chor und angefügter Sakristei, Satteldach, der Glockenturm hat eine Zwiebelhaube, erbaut 1953–1955.

#### Burgen

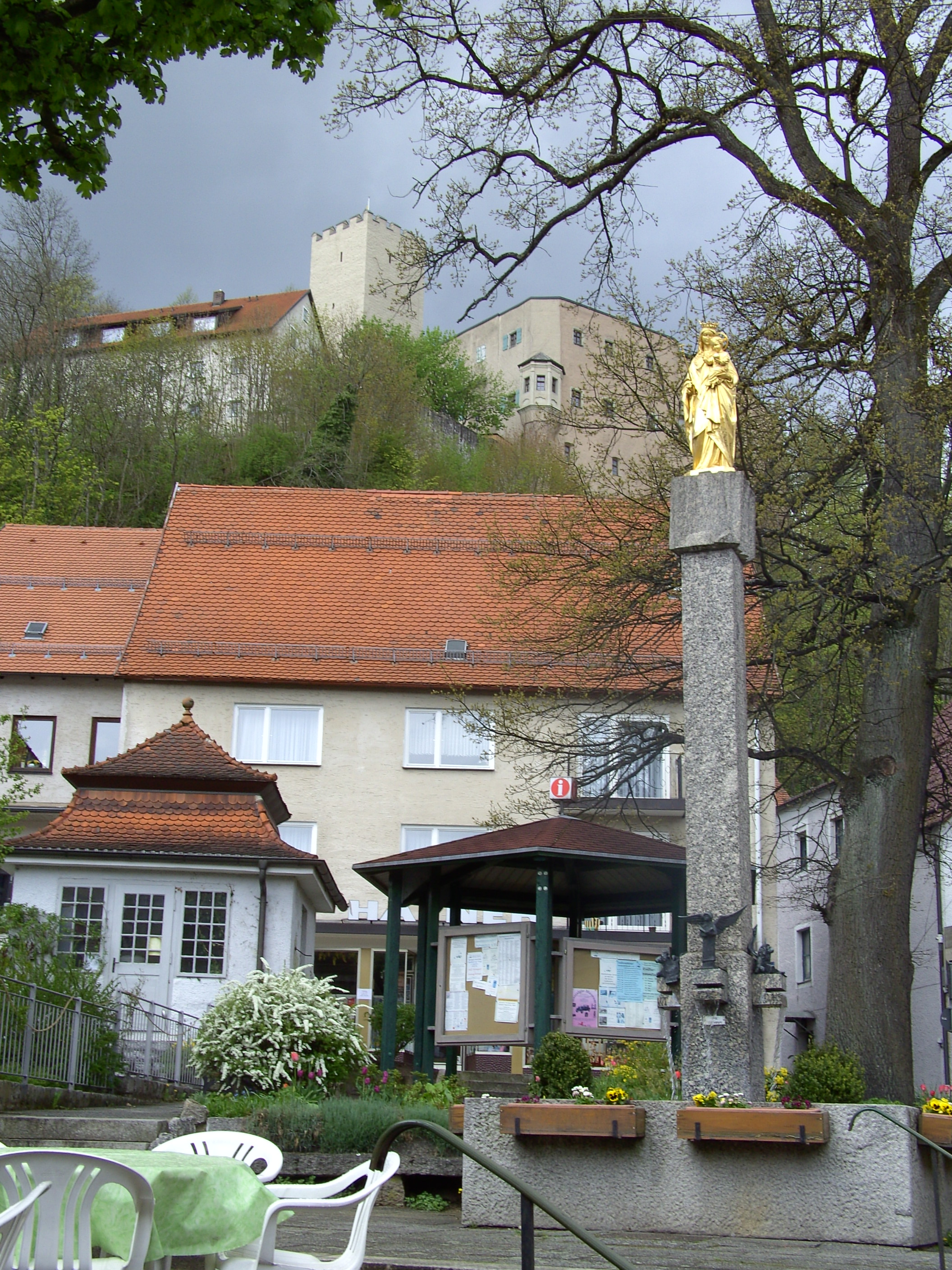
Blick zur Burg von der Mariensäule am Marktplatz

Die Burg Falkenstein ist eine vollständig erhaltene Burg aus dem Mittelalter. Die Burg kann ganzjährig besichtigt werden, eine Turmbegehung ist ebenfalls jederzeit möglich. Auf der Burg gibt es ein Jagdmuseum und ein Restaurant mit Pension. Im Sommer finden die Falkensteiner Burghofspiele statt.
Neben der Burg grenzt der Schlosspark an, der zweitgrößte Natur- und Felsenpark Bayerns. Die Burg wurde von Bischof Tuto von Regensburg erbaut und wurde 1074 erstmals urkundlich erfasst. In seiner über 900-jährigen Geschichte wechselte die Veste Falkenstein häufig ihre Besitzer. Bischöfe, Domvögte, Freiherren, Grafen, Herzöge, Fürsten, und auch Könige nannten Falkenstein ihr Eigen, insgesamt sind mindestens 18 verschiedene Adelsgeschlechter belegt. Am längsten auf der Burg saßen die Toerring-Jettenbachs und die Fürsten von Thurn und Taxis.
Im Gemeindeteil Au befindet sich die Burgruine Sengersberg. Sie ist die Ruine einer Höhenburg auf dem 613,7 Meter hohen Felsengipfel des Sengersberges, 170 Meter über dem Perlbach beim Gemeindeteil Au gelegen.

### Parks

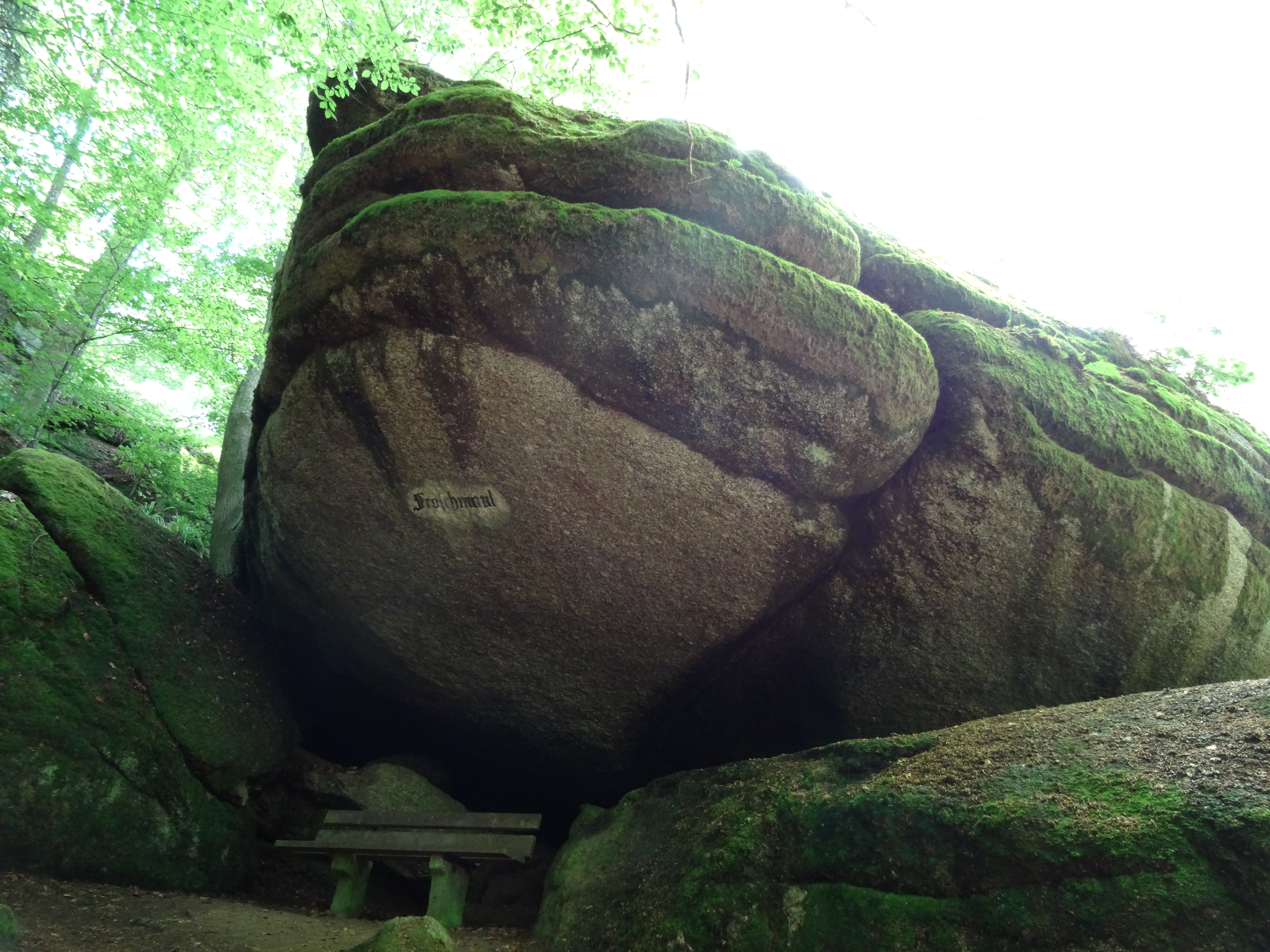
„Froschmaul“ im Schlosspark

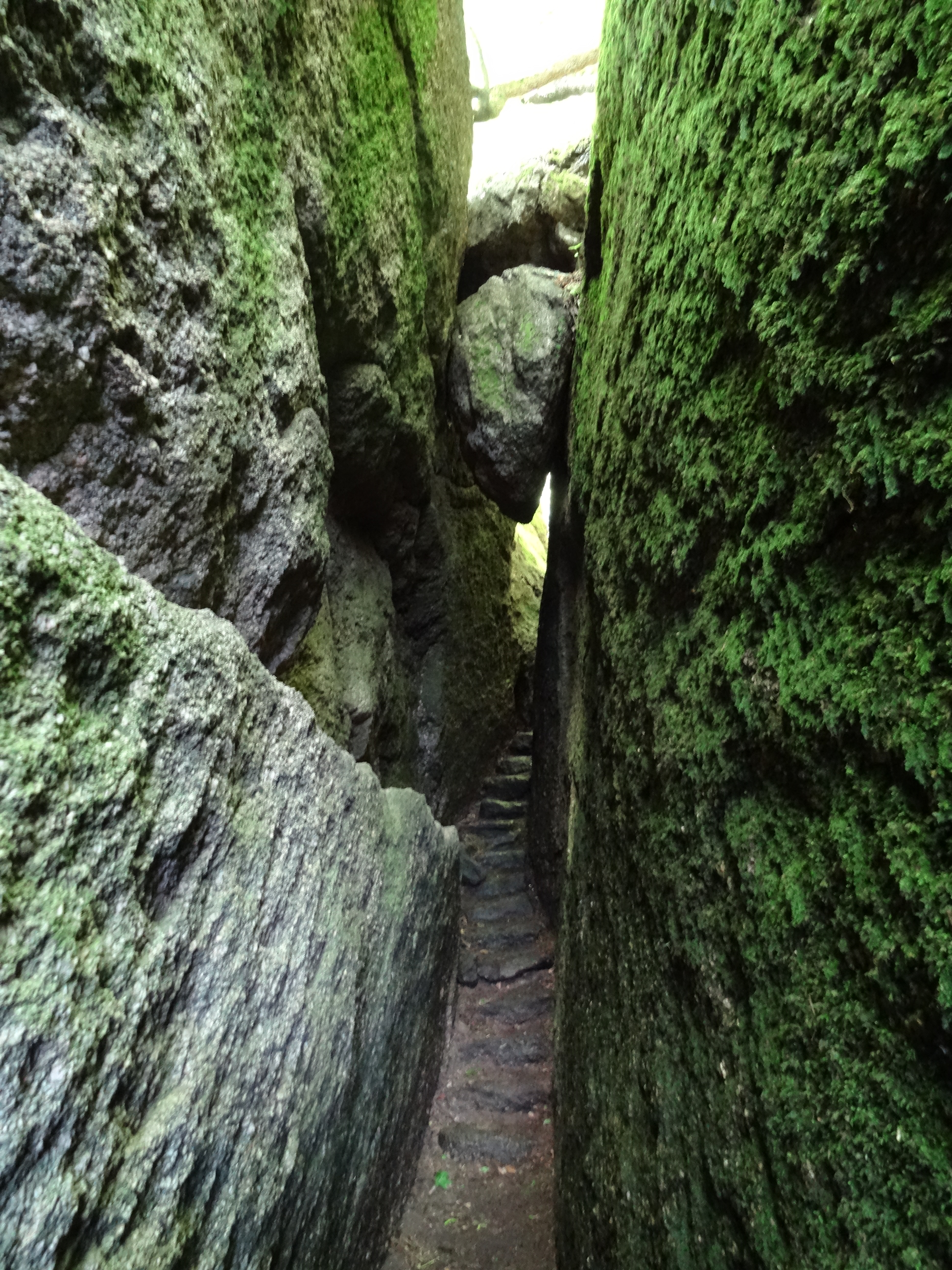
Teufelsgässchen

Ende des 18. Jahrhunderts, als die Burg nicht mehr bewohnt war, wuchsen  Bäume um den Burgberg und es entstand der Schlosspark. Der Schlosspark in Falkenstein ist der zweitgrößte Felsenpark in Bayern. Der Park ist als Naturschutzgebiet Schlosspark Falkenstein ausgewiesen, besteht zum Großteil aus Laubbäumen, wird aber forstlich nicht mehr genutzt. Zudem bietet er Unterschlupf und Nahrung für zahlreiche seltene Tiere und Pflanzen. So findet man das in Deutschland sehr seltene Leuchtmoos. Bei einfallendem Licht reflektiert diese Pflanzenart einen smaragdgrünen Glanz.
Im Park gibt es besonders ausgeprägte Granitsteine mit Wollsackverwitterungen und Felsengassen, wie z. B. das Froschmaul und das Steinerne Gässchen, die kleine Schanze, den hohlen Stein, die Klause und das Herzbeutelgässchen. Entstanden sind diese Gesteine mit Wollsackverwitterung über Jahrmillionen durch Einwirkungen von Wasser und Eis.
Weiter gibt es den sogenannten Königsplatz, der seine Bezeichnung durch den Besuch des Königs Maximilian und Königin Marie sowie die fürstlichen Durchlauchten Maximilian von Thurn und Taxis und dessen Gemahlin Helene am 3. Juli 1852 bekommen hat.
Im Schlosspark befindet sich eine historische Schießstätte der Burgherren aus dem 18. Jahrhundert mit einem großen Steintisch.
In der Nähe der Burg befindet sich der ehemalige vorgelagerte Verteidigungswehr, das Schanzl.

### In der näheren Umgebung
Überregionale Wanderwege

Falkenstein liegt am Goldsteig-Wanderweg.
Dieser verläuft von Zell über den Felsenpark bei Falkenstein und geht weiter zum Tannerl und dann über das Höllbachtal, Stallwang, Konzell bis Sankt Englmar.
Sehenswürdigkeiten
Höllbachtal, zwischen Brennberg und Rettenbach, Nepal-Himalaya-Pavillon in Wiesent, Schloss Wörth an der Donau, Walhalla in Donaustauf, Pfahl in der Nähe von Roding, Burgruine Lobenstein bei Zell, Burgruine Siegenstein bei Süssenbach, Burg in Brennberg, Burgruine Neuhaus bei Schorndorf.
Geotope in der Nähe von Falkenstein:

### Sport und Vereine
Größter Verein im Markt ist der Turn und Sportverein TSV v. 1948 mit Abteilungen für mehrere Sportarten, u. a. Fußball, Stockschießen, Volleyball, Tennis, Badminton, Nordic Walking, Gymnastik, Damenturnen, Wintersport. Die Sportstätten des TSV sind mit zwei Fußballfeldern, drei Tennisplätzen, einer Schulsportanlage sowie dem TSV-Sportheim gut ausgebaut. Neben dem TSV gibt es den Sportverein DJK Arrach mit einem Fußballfeld und einem Sportheim in Arrach. In Falkenstein gibt es eine Kegelbahn und eine Minigolfanlage im Freibad. Ein weiteres Fußballfeld befindet sich im Ortsteil Gfäll.
Im Markt besteht auch ein Heimatverein, der sich um zahlreiche touristische Veranstaltungen bemüht. Durchgeführt werden Kulturstammtische, Ausstellungen, Heimatabende, Weinmärkte, der Falkensteiner Kultursommer und Kultur auf der Burg sowie Adventsveranstaltungen.
Falkenstein ist Etappenort der Internationalen Bayernrundfahrt sowie Streckenort des Arber-Radmarathons.
Weitere Vereine
Es gibt über 40 weitere Vereine, einer der ältesten ist die Schützengesellschaft 1860 Falkenstein.
Die Freiwillige Feuerwehr Falkenstein (gegründet am 11. April 1869) sowie die Freiwilligen Feuerwehren der Ortsteile sorgen für Brandbekämpfung, Brandschutz und die allgemeine Hilfe im Gemeindegebiet und darüber hinaus.
Im Bereich der Jugendarbeit gibt es in Arrach eine KLJ und in Marienstein, Völling und zentral in Falkenstein eine KLJB.

### Freizeit

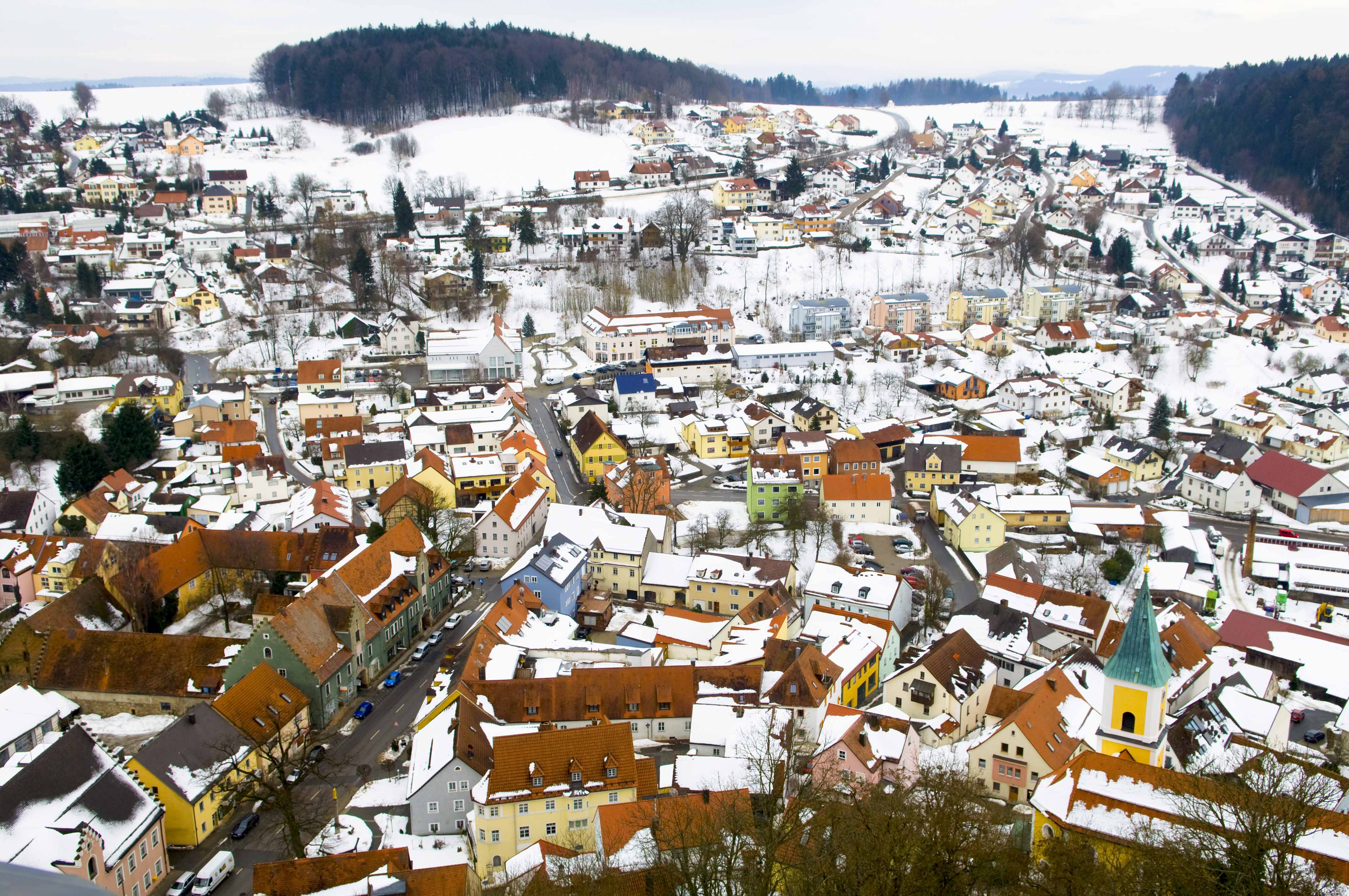
Winterpanorama: Blick von der Burg auf den Markt

Das Freizeitangebot ist umfangreich und auf den Tourismus ausgelegt. Der Vordere Bayerische Wald befindet sich auf einer Höhenlage von 600 bis 1100 Metern. Bekannt ist er durch seinen Schneereichtum, wodurch es viele Wintersportmöglichkeiten in dieser Region gibt. In den Gemeinden Falkenstein, Wiesenfelden und Brennberg wird Wintersport betrieben. Besonders geeignet ist eine Hochfläche (600–700 m) bei Falkenstein für Langläufer. Es gibt vier gespurte Langlaufloipen in Falkenstein: Rundkurs Tannerl 7 km, Rundkurs Ölbergkapelle 3 km, Bahndammloipe nach Gfäll 7,5 km, Rundkurs Ruderszell 4,5 km und die Verbindungsloipe Wiesenfelden 10 km. In Falkenstein und in Rettenbach (Schmalzlalm) befindet sich eine Skiliftanlage mit Flutlicht und Skilifthütte. Auf den Weihern und Teichen in der Gemeinde kann man Eisstockschießen, Eishockey spielen und Schlittschuhlaufen. Im Untergeschoss des Freibadgebäudes gibt es eine Sauna. Das nächste Hallenbad befindet sich im benachbarten Wörth an der Donau.
Von Frühjahr bis Herbst gibt es wöchentlich geführte Wanderungen durch den Falkensteiner Vorwald. Es werden zahlreiche Kräuterführungen und mentales Fitnesstraining auf dem Falkensteiner Kräuterweg angeboten, geführt mit einer MAT-Trainerin und Kräuterpädagogin.
Der ehemalige Bahnweg mit Anbindung an den Donauradweg bietet eine Rad- und Wandertour bis nach Regensburg. In Falkenstein befindet sich ein Kneippbecken mit Kneipprondell für Wechselfußbäder. Es gibt ein beheiztes Freibad mit Cafeteria, Liegewiese, Beachvolleyballfeld und Minigolfanlage. Am 9. Oktober 2014 wurde der Bewegungsparcours „fitalParc“ im Bereich des Freibads eröffnet, dieser setzt sich aus mehreren aufeinanderfolgenden Geräten zusammen, die den Koordinationssinn ausbauen und die Kraft trainieren. Es gibt zahlreiche Weiher und Bäche zum Angeln. Reitsport wird in Bruckmühl bei Michelsneukirchen angeboten.

### Regelmäßige Veranstaltungen
Das Kulturleben bietet einige, regelmäßige Veranstaltungen: zweimal im Jahr – Mitte Mai und Anfang Juni – findet ein „Exaudimarkt“ mit Fieranten aus der näheren und weiteren Umgebung im Inneren des Marktes statt. Jedes Jahr vor Weihnachten ist ein Christkindlmarkt am ehemaligen Bahnhofsgelände. Darüber hinaus gibt es zahlreiche regelmäßige Veranstaltungen der über 40 örtlichen Vereine.

### Kultur
Der ehemalige Lokschuppen in Falkenstein wird für Ausstellungen aller Art benutzt. Zahlreiche heimische Künstler und Vereine nutzen die Räumlichkeiten zu wechselnden Veranstaltungen.

## Wirtschaft und Infrastruktur
Falkenstein hat eine gut ausgebaute Infrastruktur mit Ärzten, einer Apotheke, Lebensmittelmärkte sowie zahlreiche Handels-, Handwerks- und Dienstleistungsbetriebe. Die Wirtschaft ist relativ stark vom Tourismus abhängig.

### Ansässige Unternehmen
Die Pressol Schmiergeräte GmbH ist ein 1914 gegründeter Hersteller von Schmiergeräten und Werkstatttechnik und seit 1964 in Falkenstein angesiedelt.

### Tourismus
In Falkenstein wurde ein Tourismusbüro geschaffen und ein Tourismusverein gegründet. Den Schwerpunkt der Touristen bilden Urlaubsgäste gefolgt von Tagesausflüglern und Durchreiseübernachtern.
Für Touristen und Urlauber ist eine Falkenstein PLUS-Karte eingeführt worden. Diese Karte ist eine All-Inklusiv-Karte, wird Jahr für Jahr neu aufgelegt und ermöglicht den kurbeitragspflichtigen Urlaubsgästen im Luftkurort sowie den teilnehmenden Gastgebern und Betrieben rund um Falkenstein und in den weiteren Gemeinden des Vorderen Bayerischen Waldes während ihres Aufenthalts verschiedene Einrichtungen in Falkenstein und Umgebung kostenlos zu nutzen. An dieser Aktion beteiligt sich auch die Stadt Wörth an der Donau mit dem dortigen Hallenbad. Die Karteninhaber erhalten überdies zusätzlich Mehrleistungen und Rabatte bei verschiedenen Leistungspartnern eines Partnernetzwerkes in der Region und im gesamten Bayerischen Wald. Langjährige Urlaubsgäste des Ortes werden durch den Bürgermeister und dem jeweiligen Gastgeber für ihre Treue im Rahmen einer Gästeehrung belohnt.
Mit den Gemeinden Rettenbach und Brennberg wurde das interkommunale Gesamtpaket „Winter- und Wanderparadies“ gegründet. Den ländlichen Raum attraktiv zu gestalten ist das Ziel dieser Initiative.
Arbeitsgemeinschaft Vorderer Bayerischer Wald

Am 8. Januar 2007 wurde die Arbeitsgemeinschaft Vorderer Bayerischer Wald, kurz AG Vorwald genannt, gegründet. Ziel der Arbeitsgemeinschaft ist es, die Region in touristischer, wirtschaftlicher und kultureller Hinsicht zu fördern und zu stärken.
Mitglieder dieser Gemeinschaft sind die Gemeinden Altenthann, Bernhardswald, Brennberg, Falkenstein, Michelsneukirchen, Rettenbach, Wald, Wiesenfelden, Zell und die Stadt Wörth an der Donau, überdies alle Heimat-, Tourismus- und Fremdenverkehrsvereine dieser Gemeinden.

### Verkehr
Mit dem Verlust der Eisenbahn ging eine Aufwertung der Straßenanbindung in den 1970er Jahren einher.
Falkenstein liegt an den Staatsstraßen St 2146 und St 2148. Beide Staatsstraßen führen zur Autobahn 3 (Nürnberg–Regensburg–Passau).
Staatsstraßen

Geresdorf  – St 2148 – Falkenstein – St 2148 – Wiesenfelden – 
Cham (Oberpfalz) St 2146 – Falkenstein – St 2146 – Wörth an der Donau – 
Cham (Oberpfalz) St 2146 – Falkenstein – St 2153 – Brennberg – St 2145 Forstmühle
Ehemaliger Bahnverkehr

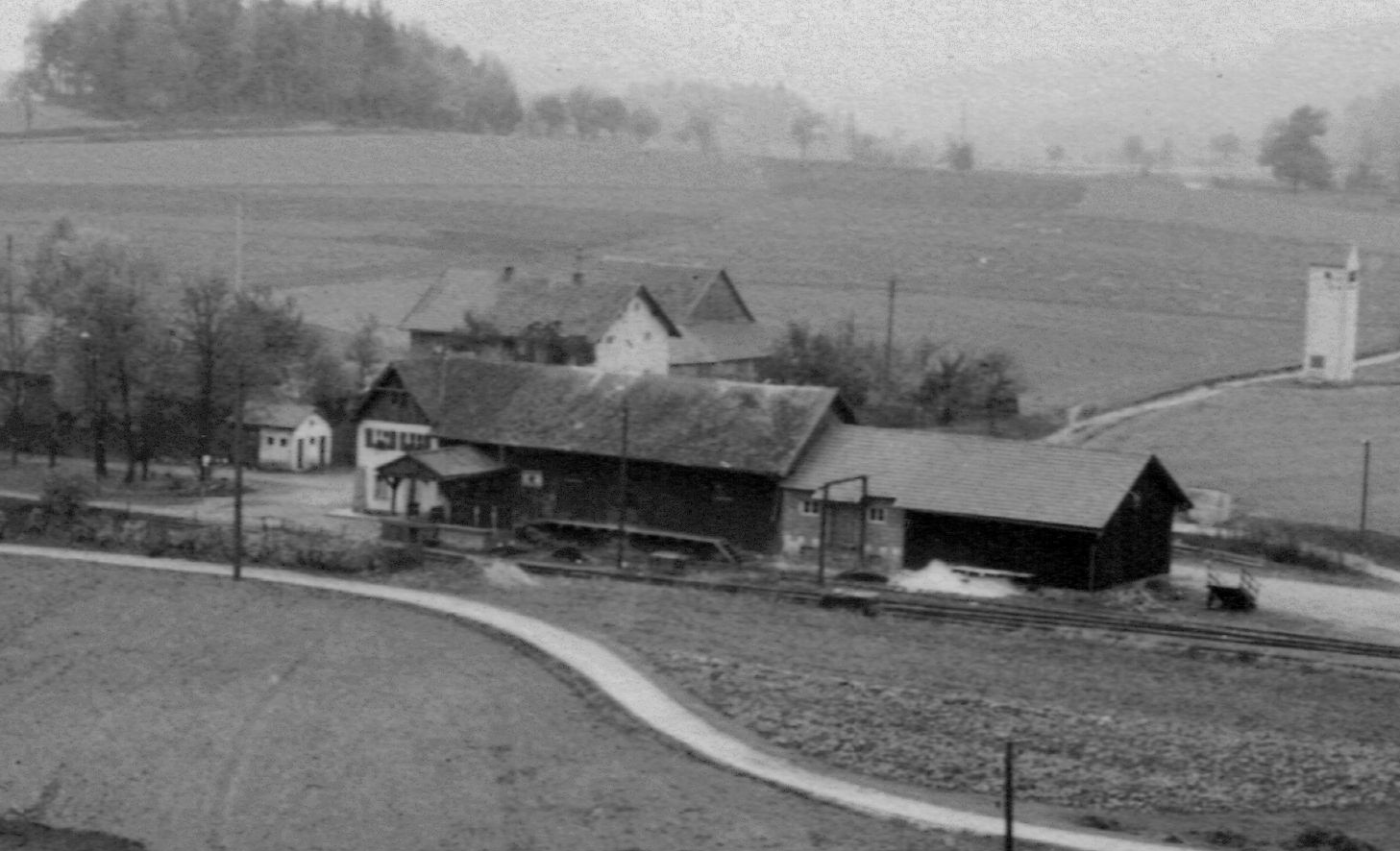
Bahnhof im Ortsteil Gfäll, um 1953

Vom 21. Dezember 1913 bis zum 1. Juni 1984 war Falkenstein Endstation für Personenzüge der Strecke aus Regensburg. Ein Jahr später, am 2. Juni 1985, wurde der Güterverkehr eingestellt, die Bahnstrecke in den Folgejahren bis 1992 abgebaut und darauf ein Bahn-Rad- und Wanderweg errichtet. Das Falkensteiner Bockerl, wie es im Volksmund hieß, hatte für Falkenstein eine große Bedeutung. Vom Bahnhof in der Bahnhofstraße ist nur noch der Lokschuppen erhalten. Das Bahnhofsgebäude wurde 1988 abgerissen.

### Öffentliche Einrichtungen
In Falkenstein gibt es folgende kommunale Einrichtungen:
- Wertstoffhof
- Kläranlage
- Kindergarten
- Kinderkrippe
- Festplatz
- Ladestation für Elektroautos
- Bücherei
- Museum Jagd und Wild auf Burg Falkenstein

## Bildung und Wissenschaft
In Falkenstein befindet sich die Grund- und Mittelschule Falkenstein (Ganztagsschule).
Im Rahmen der interkommunalen Zusammenarbeit wurde im April 2010 der Mittelschulverbund Vorderer Bayerischer Wald – Donautal gegründet. Dieser Schulverbund gilt als Vorzeigeprojekt landkreis- und bezirksübergreifend.

Die Mitglieder des Schulverbundes sind:
- Mittelschulverband Wörth-Wiesent, bestehend aus der Stadt Wörth an der Donau, Gemeinde Wiesent, Gemeinde Pfatter, Gemeinde Bach an der Donau
- Mittelschulverband Falkenstein, bestehend aus dem Markt Falkenstein, Gemeinde Rettenbach, Gemeinde Brennberg
- Gemeinde Wiesenfelden

### Medien
Es erscheint die Donau-Post, eine Lokalausgabe des Straubinger Tagblatts, das Bayerwald-Echo, eine Lokalausgabe der Mittelbayerischen Zeitung sowie jeweils mittwochs die Chamer Rundschau, eine Wochenzeitung der MZ.

## Persönlichkeiten
Ehrenbürger
- Joseph Kilger (* 18. Januar 1865; † 20. Mai 1941), Pfarrer
- Eduard Bauch (* 8. Februar 1876; † 30. April 1936), ernannt am 26. Januar 1927
- Hanskarl Winklhofer (* 20. Januar 1926; † 7. Juni 2019), Apotheker und Kirchenmusiker
- Ernst Girmindl (* 26. Februar 1931; † 30. Oktober 2024), Landrat

Söhne und Töchter der Gemeinde
- Max Schmalzl (* 1850; † 1930), Redemptorist und Kirchenmaler
- Franz Xaver Reichhart (* 1851; † 1934), Scharfrichter
- Hanns Fleischer (* 1890; † 1969), Tenorbuffo
- Adolf Windorfer (* 1909; † 1996), Kinderarzt
- Johann Meier (* 1923; † 1992), Priester und Internatsdirektor der Grundschule der Regensburger Domspatzen
- Josef Senft (1944–2023), Theologe und Hochschullehrer
- Tone Schmid (* 1957), Objekt- und Installationskünstler
- August Laumer (* 1970), Theologe